# SDMO

SDMO Werk KII Frankreich/Brest

SDMO (Société de distribution de moteurs de l’Ouest) ist ein auf Stromaggregate spezialisiertes Industrieunternehmen mit Sitz in Brest. SDMO ist der europäische Marktführer und drittgrößter Anbieter weltweit auf dem Markt der Stromerzeuger und Teil der Kohler Company Gruppe.

## Niederlassungen
SDMO beschäftigt etwa 850 Personen an allen seinen Standorten, die meisten davon in Brest, und erzielt 70 % seines Umsatzes im Export.

## Geschichte
1966 gründete die Gruppe Meunier, eine bedeutende Industriellenfamilie der Region, SDMO in Brest. Die Geschäftsführung übernahm Guy Coisnon. SDMO (Société de distribution de moteurs de l’Ouest) („Vertriebsgesellschaft für Motoren West“) war zu dieser Zeit im Handel von Schiffsmotoren spezialisiert.
1969 beschloss SDMO Industries, einen Teil seiner Geschäftstätigkeit der Herstellung von Stromaggregaten zu widmen. Nach und nach gab das Unternehmen seine anfängliche Geschäftstätigkeit auf und behielt nur die Branche für die Entwicklung und Herstellung von Stromaggregaten bei.
Von 1970 bis 1985 eröffnete SDMO Filialen in Frankreich und schloss seinen ersten Vertrag auf afrikanischem Boden.
1986 startete Électricité de France (EDF) Angebote für EFP (effacement jour de pointe) [Unterbrechung an Spitzentagen]. Mit dieser kostensparenden Maßnahme konnte SDMO auf französischem Boden an Bekanntheit gewinnen und seinen Umsatz deutlich erhöhen. Es erweiterte daraufhin seine Präsenz in Europa.
Anfang der 1990er Jahre eröffnete SDMO Tochtergesellschaften in Spanien und England und schließlich in Singapur. 1995 errichtete das Unternehmen eine neue Fabrik und einen Bürokomplex mit einer Fläche von 15.000 m² in Guipavas, im Ballungsraum von Brest.
2001 wurden drei neue Tochtergesellschaften in Argentinien, Brasilien und in den Vereinigten Staaten und ein Vertretungsbüro in Algerien eröffnet. 2003 folgte eine Tochtergesellschaft in Belgien und 2005 eine in Nigeria.
2006 eröffnete SDMO ein Vertretungsbüro in Dubai, 2007 wurden zwei neue Büros in Johannesburg (Südafrika) und Moskau (Russland) gegründet.
Im Jahr 2005 veräußerte die Familie Meunier SDMO sowie zwei weitere ihrer Gesellschaften, SOREEL und BES, an die Gruppe KOHLER Col, ein multinationales US-amerikanisches Unternehmen, deren Branche Kohler Power System auch Stromaggregate entwickelt und herstellt. Jean-Marie Soula wurde an die Spitze des Unternehmens gesetzt.
2006 nahm KOHLER eine Aufteilung der geografischen Zonen für die Vermarktung zwischen SDMO und KPS vor, um zu vermeiden, dass die beiden Marken im Wettbewerb stehen. SDMO deckt Europa, Afrika, den Mittleren Osten und Südamerika ab. KOHLER behält Nordamerika, Asien und Ozeanien.
2010 erfolgte die Gründung einer Tochtergesellschaft in Deutschland und der Bau einer Erweiterung von 15.000 m² zur Produktionsfläche von Guipavas, die Ende 2011 ihre Pforten geöffnet hat.

## Produkte
Das Unternehmen entwickelte folgende Produkte:
Portable Power sind transportable Stromerzeuger mit 1 bis 15 kVA für Schweissgeneratoren und Motorwasserpumpen.
Power Products sind Stromerzeuger von 7,5 bis 3300 kVA aus der Industrieproduktreihe.
Rental Power sind Stromerzeuger von 2 bis 2000 kVA, die für mietbare Beleuchtungsmasten sowie die Bauindustrie genutzt wird.
Power Solutions sind Energielösungen, bei denen die neusten Technologien eingesetzt werden.
Hybrid Solutions sind Energielösungen, die fossile und erneuerbare Energien vereinen (etwa Stromerzeuger in Kombination mit Solarzellen und Akkumulatoren).

## SDMO in Deutschland
Seit Mitte der 1980er Jahre vertreibt SDMO seine Produkte in Deutschland. Begonnen hat dies mit Hilfe des deutschen Händlers vor Ort, der SCHICK GmbH. Seit Anfang der 1990er Jahre war die Schick GmbH mit Sitz in Zweibrücken (Rheinland-Pfalz) und etwa zwanzig Mitarbeitern der offizielle Vertriebspartner der Marke. Sie war auf den Vertrieb von Stromerzeugern spezialisiert, ist jedoch ebenso auf dem Gebiet der industriellen Ausrüstung tätig.
Zum 1. September 2010 entstand die SDMO GmbH aus der Übernahme des Geschäftsbereichs Stromerzeuger der Schick GmbH.
Die Leitung der SDMO GmbH in Deutschland übernahm Jean-Xavier Aufschneider. Die SDMO GmbH verfügt über ein Lager mit Stromerzeugern von 1 bis 800 kVA. 

## In Verbindung stehende Artikel
1. Die neue Anlage (März 1994) Meunier immer stärker
2. Die neue Fabrik (April 1994) Sätze, die Wahl der Macht
3. Die neue Anlage (September 1994) Ein Plantagenschnitt für die Eroberung der Welt
4. Der Express (Mai 2002) 50, die sich bewegen Brest
5. Die neue Fabrik (April 2003) Die Hersteller sind auf dem Kriegsvormarsch
6. Die Erweiterung (Juli 2005) 5 Die Nachkommen der großen Familien
7. Die neue Anlage (Januar 2006) Die SDMO Brest unter amerikanischer Flagge
8. Die neue Anlage (September 2006), SDMO wird 10 Millionen Euro in Brest investieren
9. Die neue Anlage (Januar 2008) bestätigt die Verlängerung der SDMO Brest
10. Die Erweiterung (September 2008) Die 15 einflussreichsten Bosse
11. Die Erweiterung (Oktober 2008) Genauigkeit
12. Das Telegramm (Oktober 2009) Beruf: Zoom auf den Brest-Becken
13. Ranking 2009, Expansion zu den führenden 1000 Industrieunternehmen
14. 2009 Gewinner des COFACE und API 's 250 größten Konzernen im Westen (PDF; 312 kB)
15. Die neue Anlage (Januar 2010) SDMO wächst in Brest
16. Echos der Auftragnehmer (März 2012) führend in der Elektroinstallation für Generatoren in Brasilien